# Triturus
Triturus 1815 è un genere di anfibi caudati della famiglia Salamandridae, comunemente noti come tritoni.

## Descrizione
I tritoni hanno un corpo gracile e allungato, concluso da una lunga coda compressa lateralmente e provvista di lamina natatoria. La lingua è protrattile, i denti sono sia mascellari che vomero-palatini.
Possiede una spiccata capacità di rigenerazione degli arti e della coda.
Le uova vengono deposte singolarmente e fissate alle foglie delle piante acquatiche.
Le larve di tritone, e in genere di tutti gli urodeli, possiedono branchie ramificate che sporgono dai lati della testa, non coperte da opercolo come avviene invece nelle larve degli anuri.

## Distribuzione e habitat
Il genere è diffuso negli ambienti umidi di Europa e Asia occidentale.

## Da dove vengono
I tritoni, vivendo negli stagni con acqua ferma e paludosa e nei corsi d'acqua a lento scorrimento, si nutrono di larve di zanzare e altri piccoli insetti che cadono nell'acqua. In inverno si rifugiano sotto le radici degli alberi, nei boschi.
A primavera i tritoni abbandonano la terra per occupare le acque stagnanti, in vista dell'accoppiamento. In questo periodo i maschi assumono il carattere sessuale secondario della cresta sulla coda, che talvolta si prolunga sul dorso, come nel caso del Triturus cristatus.
Il tritone è uno degli anfibi il cui genoma è di dimensione maggiore di quello dei mammiferi (e dell'uomo in particolare, superando di cinque volte il numero di coppie di basi azotate di DNA).

## Tassonomia
Comprende le seguenti specie:
- Triturus anatolicus Wielstra and Arntzen, 2016
- Triturus carnifex (Laurenti, 1768)
- Triturus cristatus (Laurenti, 1768)
- Triturus dobrogicus (Kiritzescu, 1903)
- Triturus ivanbureschi Arntzen and Wielstra in Wielstra, Litvinchuk, Naumov, Tzankov, and Arntzen, 2013
- Triturus karelinii (Strauch, 1870)
- Triturus macedonicus (Karaman, 1922)
- Triturus marmoratus (Latreille, 1800)
- Triturus pygmaeus (Wolterstorff, 1905)

### Specie simili
Sono conosciuti altresì col nome comune di tritone anche diversi altri anfibi urodeli appartenenti ai generi Ichthyosaura, Ommatotriton, Lissotriton : 
- Ichthyosaura alpestris
- Lissotriton boscai
- Lissotriton helveticus
- Lissotriton italicus
- Lissotriton montandoni
- Lissotriton vulgaris
- Ommatotriton vittatus

## Allevamento
Il tritone può essere allevato in acquario, preferibilmente in una vasca monospecifica in quanto non tutte le specie possono vivere pacificamente con altri animali, mentre vanno d'accordissimo con i loro conspecifici, tranne che nel periodo dell'accoppiamento.

Alcuni esemplari si possono abituare a vivere esclusivamente in acqua non compiendo la muta delle branchie. La soluzione migliore è tuttavia quella di allevarlo in un'acqua-terrario, in modo da rispettare la sua natura di anfibio.
In Italia il genere Triturus è considerato particolarmente protetto e la detenzione e l'allevamento sono sottoposti a stretto controllo o vietati, avendo l'Italia ratificata la Convenzione di Berna e i relativi allegati (Legge 503 del 05/08/1981 pubblicata su GURI n. 250 dell'11/09/1981), nonché le successive modifiche (GURI n. 122 del 28/05/1998 e GURI n. 146 del 24/06/1999).
In dettaglio sono richiamati:
- Triturus cristatus
- Triturus carnifex
- Triturus dobrogicus
- Triturus italicus
- Triturus karelinii
- Triturus montandoni